# 荆竹水库
荆竹水库是中国湖北省黄冈市武穴市境内的一座水库，位于华阳河水系荆竹河上，建于1962年。水库正常库容为5609万立方米，平均水深为17.50米，集雨面积为57.7平方千米，海拔为73.7米。